# 埃格利斯讷沃当特赖格
埃格利斯讷沃-当特赖格（法語：Égliseneuve-d'Entraigues，法語發音：[egliznœv dɑ̃tʁɛg]）是法国多姆山省的一个市镇，属于伊苏瓦尔区。

## 地理
埃格利斯讷沃-当特赖格（45°24'29"N, 2°49'38"E）面积56.43 平方千米，位于法国奥弗涅-罗讷-阿尔卑斯大区多姆山省，该省份为法国中南部省份，北起阿列省接壤，东临卢瓦尔省，南至上盧瓦爾省和康塔爾省，西接科雷兹省和克勒兹省。
与埃格利斯讷沃-当特赖格接壤的市镇（或旧市镇、城区）包括：尚特雷勒、孔达、蒙布迪夫、贝斯和圣阿纳斯泰斯、孔潘、埃斯潘沙勒、皮什朗德、圣热内尚佩斯普。
埃格利斯讷沃-当特赖格的时区为UTC+01:00、UTC+02:00（夏令时）。

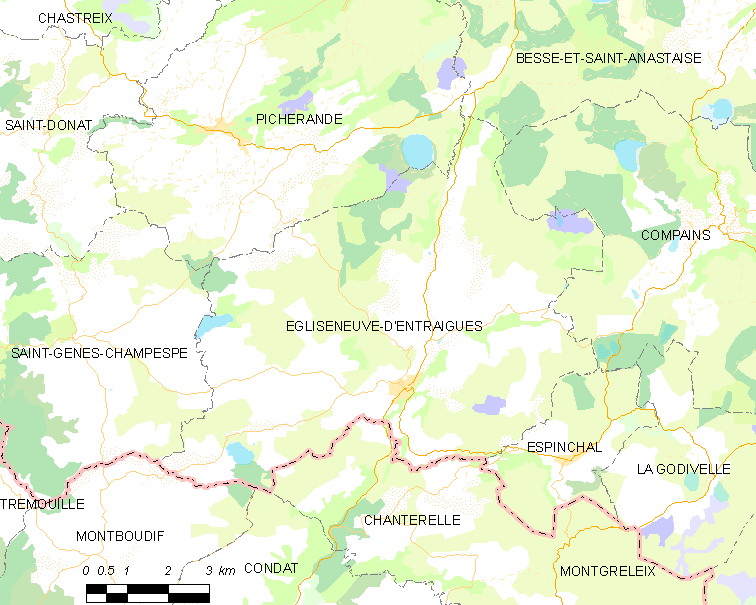
埃格利斯讷沃-当特赖格的OSM定位图

## 行政
埃格利斯讷沃-当特赖格的邮政编码为63850，INSEE市镇编码为63144。

## 政治
埃格利斯讷沃-当特赖格所属的省级选区为勒桑西县。

## 人口
埃格利斯讷沃-当特赖格于2022年1月1日时的人口数量为328人。

1962-2008年间埃格利斯讷沃-当特赖格人口变化图示